# Acétate de trenbolone

L'acétate de trenbolone est un stéroïde anabolisant androgène utilisé en médecine vétérinaire comme hormone de croissance artificielle aux États-Unis et au Canada. Il est interdit à cet effet dans l'Union européenne.
Il a d'abord été synthétisé en 1963 pour accroître la vitesse de croissance des bovins. Comme il a un effet comparable à la Nandrolone, il est couramment illégalement détourné de son utilisation première par les culturistes qui l'utilisent pour sécher c'est-à-dire provoquer une baisse du taux de masse graisseuse dans le corps, même s'il provoque chez l'homme des problèmes cardiovasculaires comme de la tachycardie, l'arrêt de la production naturelle de testostérone, du « mauvais » cholestérol, de l'insomnie, une anxiété et des sueurs nocturnes.